# Nikolaus Hug

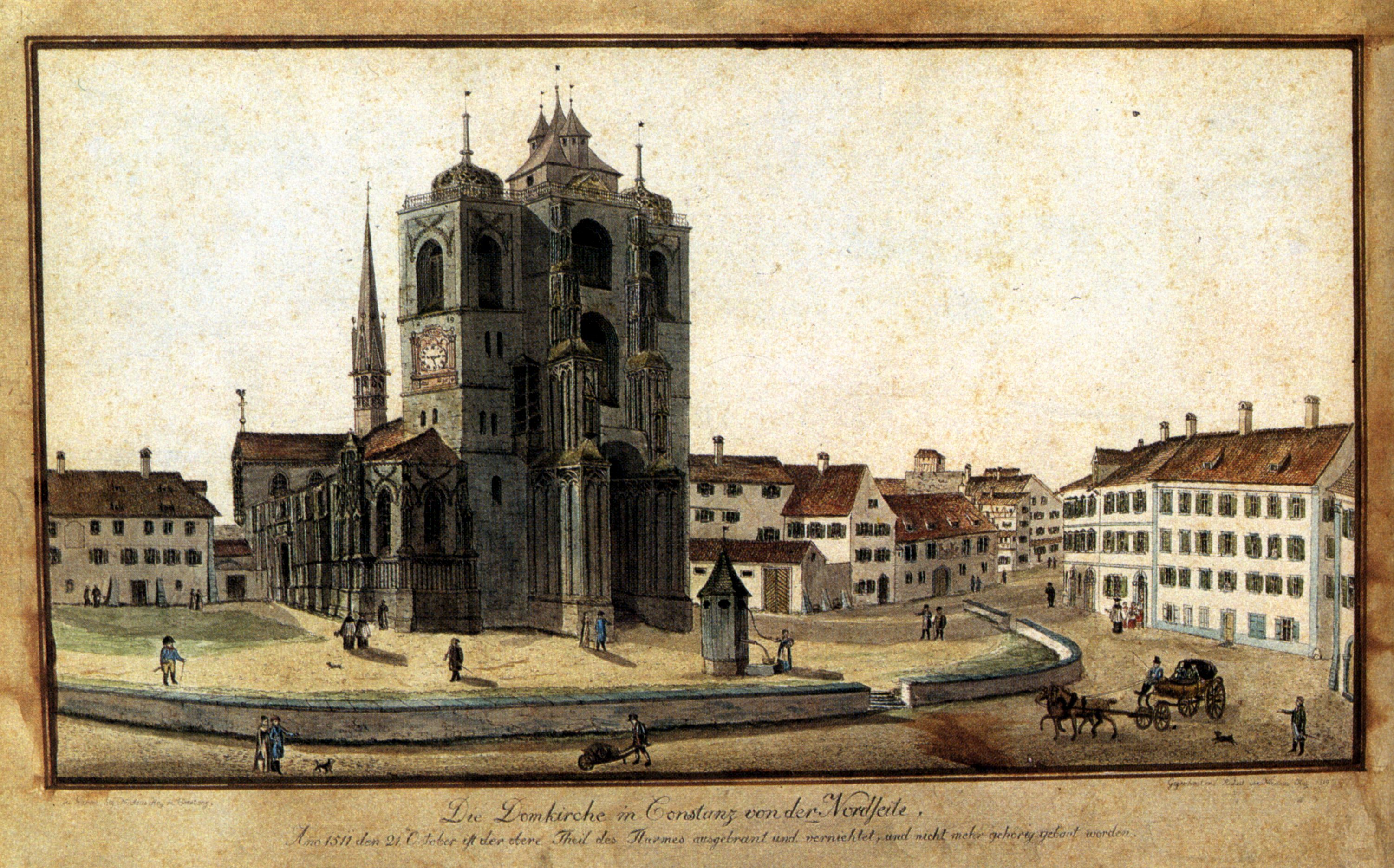
Nicolaus Hug: Konstanzer Münster (1819)

Zeichnung des Schaufelraddampfers Stephanie von Nicolaus Hug

Nikolaus Hug (* 14. Juni 1771 in Konstanz; † 2. Dezember 1852 ebenda) war ein badischer Maler, Kupferstecher und Radierer. 

## Leben
Nikolaus Hug studierte an der Münchner Akademie und war dann in Passau und Wien.
Hug hat zahlreiche Arbeiten vom Bodensee, Thurgau, Hegau bis Oberschwaben und Vorarlberg hergestellt, daneben gibt es einige Arbeiten aus seiner Wiener Zeit. Nach dem Tod seines Vaters kehrte er nach Konstanz zurück und übernahm 1803 die Anstellung eines Zeichenlehrers an der örtlichen Schule.
Bekannt sind seine Vedutemalereien, aber auch vor allem Bilder vom Hochwasser 1817 und der Seegfrörne 1830.